# (10494) 1986 QO3
A (10494) 1986 QO3 a Naprendszer kisbolygóövében található aszteroida. Henri Debehogne fedezte fel 1986. augusztus 29-én.

## Kapcsolódó szócikk
- Kisbolygók listája (10001–10500)